# Eleftherotipia
Eleftherotypia (en grec: Ελευθεροτυπία, Premsa Lliure) és un diari grec publicat a Atenes, de publicació diària. L'orientació política d'aquest diari és socialdemòcrata. Des de la seva primera publicació el 1975, s'ha convertit en un dels diaris més difosos a Grècia. Trencant la tendència de la premsa grega, va ser originalment propietat dels seus periodistes. Finalment va ser adquirit pels germans Tegopoulos, i va ser publicat per l'empresari Thanasis Tegopoulos, conservant el seu posicionament ideològic. Eleftherotypia es va declarar en fallida el desembre de 2011. El 10 de gener de 2013, Eleftherotypia i el seu lloc d'Internet, enet, es van rellançar.

## Suplements
El diari publica The New York Times International Weekly dominicalment des de 2009. Aquest suplement de 8 pàgines ofereix una selecció d'articles de The New York Times traduïts al grec.